# Paul Henckels
Paul Henckels, född 9 september 1885 i Hürth/Bez Köln, död 27 maj 1967 i Kettwich Düsseldorf, var en tysk skådespelare. Henckels filmdebuterade i början av 1920-talet och kom under de följande decennierna att medverka som främst birollsskådespelare i ett mycket stort antal tyska filmer.

## Filmografi (urval)
- 1961 - Via Mala
- 1957 - Svindlaren Felix Krull
- 1952 - Ned med vapnen
- 1949 - Hamnstadens skuggor
- 1948 - Fridolins sällsamma äventyr
- 1945 - Brinnande hjärtan
- 1944 - Skolans skräck
- 1943 - Gammalt hjärta blir åter ungt
- 1943 - Storstadsmelodi
- 1943 - Borgmästarinnan badar
- 1942 - Håll mej kär!
- 1942 - Rembrandt – målaren och hans modeller
- 1942 - Den store segraren
- 1940 - Friedrich Schiller - Der Triumph eines Genies
- 1940 - Fröken Casanova
- 1940 - Sköna juveler
- 1940 - Älskaren i skåpet
- 1939 - Gäckande hatten
- 1938 - Der Maulkorb
- 1937 - Kapriolen
- 1936 - Kring drottningen
- 1934 - Storhertigens finanser
- 1933 - Dr. Mabuses testamente
- 1932 - Mysteriet Milton
- 1931 - Storm över Atlanten
- 1931 - Hennes majestät kärleken
- 1930 - Den gyllene masken
- 1928 - Ett revolutionsbröllop